# Mühlenstraße 17 (Korschenbroich)

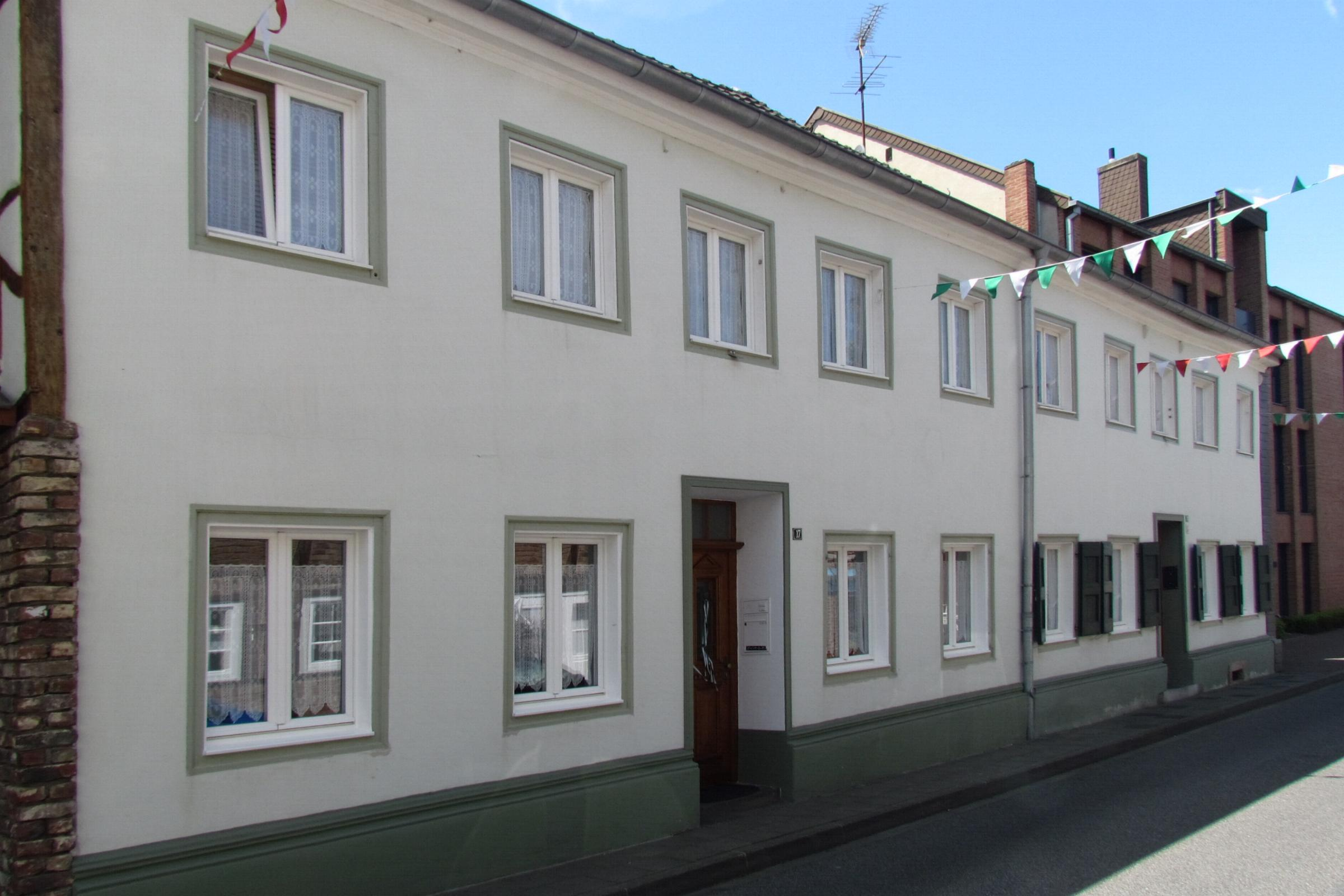
Wohnhaus

Das Wohnhaus Mühlenstraße 17 steht in Korschenbroich  im Rhein-Kreis Neuss in Nordrhein-Westfalen.
Das Gebäude wurde Anfang des 19. Jahrhunderts erbaut und unter Nr. 018 am 21. August 1985 in die Liste der Baudenkmäler in Korschenbroich eingetragen.

## Architektur
Es handelt sich um ein zweigeschossiges Haus in fünf Achsen, verputzt mit Holzgewänden.